# Немцева, Галина Григорьевна
Галина Григорьевна Немцева (род. 12 июня 1975, Самусь, Томская область) — российский политический деятель, депутат Государственной думы РФ VI созыва (2016). Депутат Законодательной думы Томской области (2011—2016 и с 2021 года). Член Президиума Центрального совета партии «Справедливая Россия — Патриоты — За правду».

## Биография
В 1997 г. закончила экономический факультет Томского государственного университета по специальности «менеджмент промышленных предприятий».
Трудовую деятельность начала в 1996 г. специалистом отдела контроля и учёта финансовых операций финансово-промышленной группы «Тезаурум», в декабре 2001 г. назначена начальником отдела реализации свинокомплекса «Томский» (ГСП «Томское»), а с декабря 2003 г. — заместителем генерального директора по социальным вопросам "Свинокомплекс «Томский» (ЗАО).
С апреля 2004 г. — заместитель генерального директора по социальным вопросам «Сибирская аграрная группа» (ЗАО).
С марта 2007 г. — депутат Думы Томской области.
В декабре 2007 г. избрана членом правления томского областного отделения благотворительного фонда «Российский фонд милосердия и здоровья».
С февраля 2008 г. — заместитель генерального директора финансово-промышленной группы «Тезаурум».
С апреля 2008 г. — председатель регионального отделения политической партии «Справедливая Россия».
С 2009 года по сентябрь 2010 — заместитель генерального директора по информационной политике и социальным вопросам ЗАО «Сибирская Аграрная Группа».

### Депутат Госдумы
27 апреля 2016 года в Москве после тяжёлой продолжительной болезни скончался Валерий Зубов. Освободившийся мандат планировали передать Владимиру Канторовичу, но тот не успел собрать необходимые документы. В соответствии с очерёдностью в этой региональной группе следующая за Канторовичем — Галина Немцева. Мандат она получила 1 июня 2016 года.